# Вітольдув (Більський повіт)
Вітольдув (пол. Witoldów) — село в Польщі, у гміні Константинів Більського повіту Люблінського воєводства.
Населення — 188 осіб (2011).
У 1975-1998 роках село належало до Білопідляського воєводства.

## Демографія
Демографічна структура станом на 31 березня 2011 року:
|          | Загалом | Допрацездатний вік | Працездатний вік | Постпрацездатний вік |
| -------- | ------- | ------------------ | ---------------- | -------------------- |
| Чоловіки | 85      | 20                 | 62               | 3                    |
| Жінки    | 103     | 25                 | 56               | 22                   |
| Разом    | 188     | 45                 | 118              | 25                   |